# 名古屋インターシティ
名古屋インターシティ (NAGOYA INTERCITY) は、愛知県名古屋市中区伏見地区にある高層オフィスビルである。

## 施設概要
名古屋興銀ビルの再開発プロジェクトとして興和不動産（現・日鉄興和不動産）などが出資するペガサス特定目的会社により建設されたオフィスビルで、2008年9月30日に竣工した。品川インターシティ、赤坂インターシティに続き、興和不動産の都市型大規模オフィスブランド「インターシティシリーズ」としては3番目の案件となる。
ビルは高さ93m、地上19階、地下3階建。地上1階と2階にはキヤノンプラザ名古屋が入居するほか、3階以上はオフィスとなっており、18階には屋上庭園も配置されている。また、地下1階部分はサンクンガーデンとなっており、インターシティ ダイニングテラスとしてレストラン4店舗が入居するほか、地下鉄「伏見駅」と連絡通路で直結している。
2009年10月1日にはグッドデザイン賞を受賞し、同12月8日には第41回中部建築賞の一般部門に入選している

## 施設

### 3F - 19F
- 屋上庭園（18F）
- キヤノン名古屋ビジネスソリューションプレゼンテーションルーム （18F）
- キヤノンマーケティングジャパン名古屋支店（16F）
- キヤノンITソリューションズ名古屋事務所（15F）
- キヤノンITSメディカル名古屋支店（15F）
- キヤノンシステムアンドサポート中部営業本部／中部サービス推進本部（15F）
- トヨタコネクティッド本社（14F）
- NTTコミュニケーションズ東海支店（12F）
- トヨタコネクティッド（10 - 15F）
- アクサ生命保険名古屋FA支社（9F）
- アクサ生命保険東海FA支社（9F）
- アクサ生命保険中京FA支社（9F）
- アクサ生命保険西日本FA統括部（名古屋業務グループ）（9F）
- アクサ生命保険東海営業局（8F）
- アクサ生命保険名古屋支社（8F）
- アクサ生命保険名古屋営業所（8F）
- アクサ生命保険東海法人営業部（8F）
- アクサ生命保険名古屋パートナービジネス営業部（8F）
- アクサ生命保険第三営業部（名古屋）（8F）
- 株式会社アシスト（名古屋）（4F）
- ティーガイア東海支社（6F - 7F）
- 旭化成建材株式会社名古屋事務所（5F）
- 旭化成商事名古屋営業所（5F）
- SMBCファイナンスサービス（5F）
- 図研名古屋支社（3F）
- エムオーテックス名古屋支店（3F）
- 日本設計中部支社
- エス・エス・ジェイ中部事業所
- 興和不動産ファシリティーズ名古屋支店

### 1F - 2F
- キヤノンプラザ名古屋
  - キヤノンサービスセンター名古屋／キヤノン EOS学園名古屋校（2F）
  - キヤノンデジタルハウス名古屋／キヤノンギャラリー名古屋（1F）

### B1F
- インターシティ ダイニングテラス
  - STARBUCKS COFFEE
  - REAL FINE DINING XHENLONG（中華料理）
  - 千とせ家 伏見店（日本料理）
  - BELLITOSSA il Santo Bevitore（イタリア料理）

### B2F - B3F
- 駐車場：121台

## 交通アクセス
- 名古屋市営地下鉄東山線・鶴舞線「伏見駅」（10番出入口）直結